# Saint-André-en-Vivarais

Saint-André-en-Vivarais este o comună în departamentul Ardèche din sud-estul Franței. În 1 ianuarie 2022 avea o populație de 211 de locuitori.